# Biltong

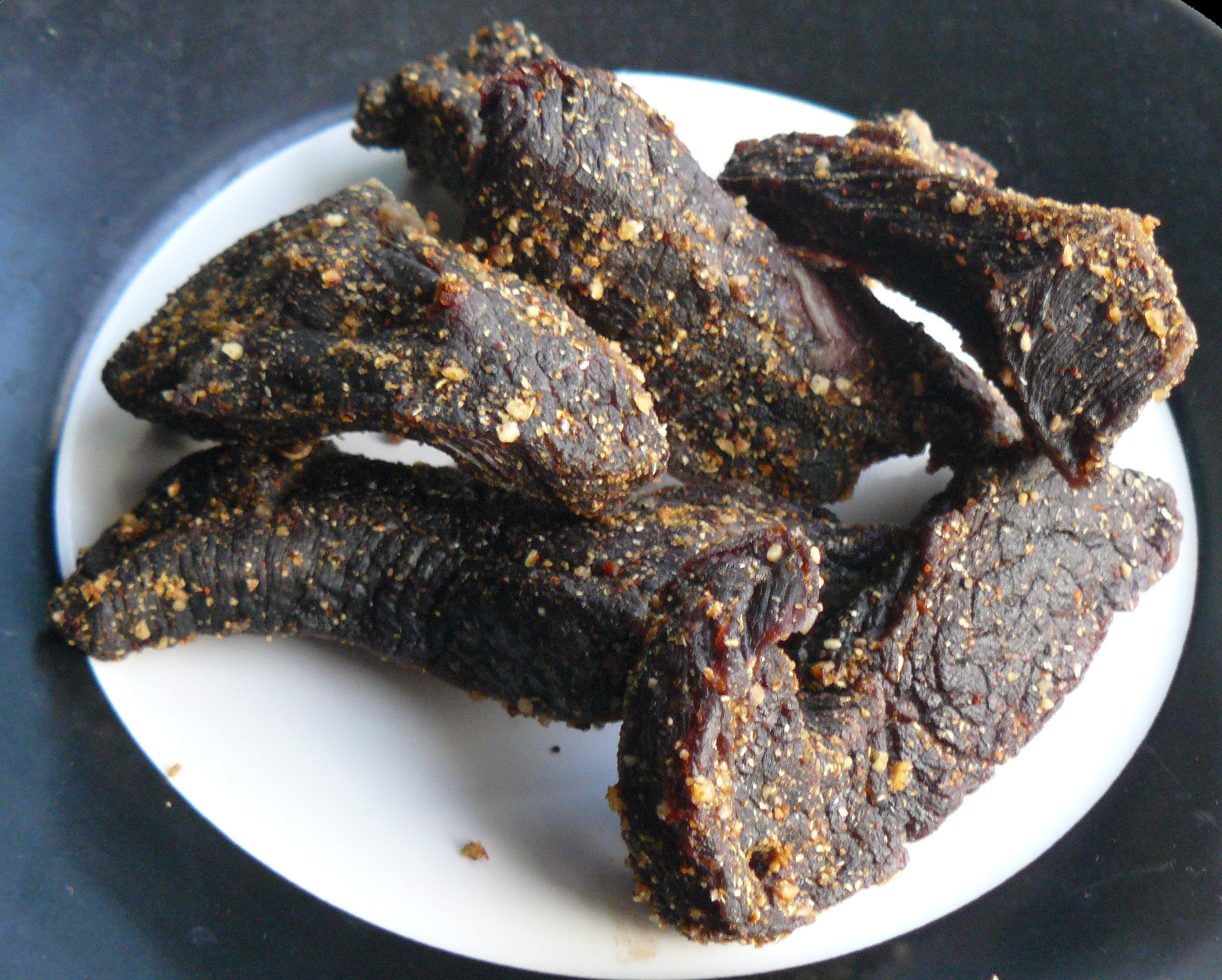
Biltong

Biltong – odpowiednio przyprawione (ocet, sól, kolendra siewna, czarny pieprz oraz cukier), a następnie suszone mięso (wołowina, springbok lub struś) oryginalnie z Południowej Afryki, obecnie również produkowane w Namibii, Zimbabwe i Botswanie.

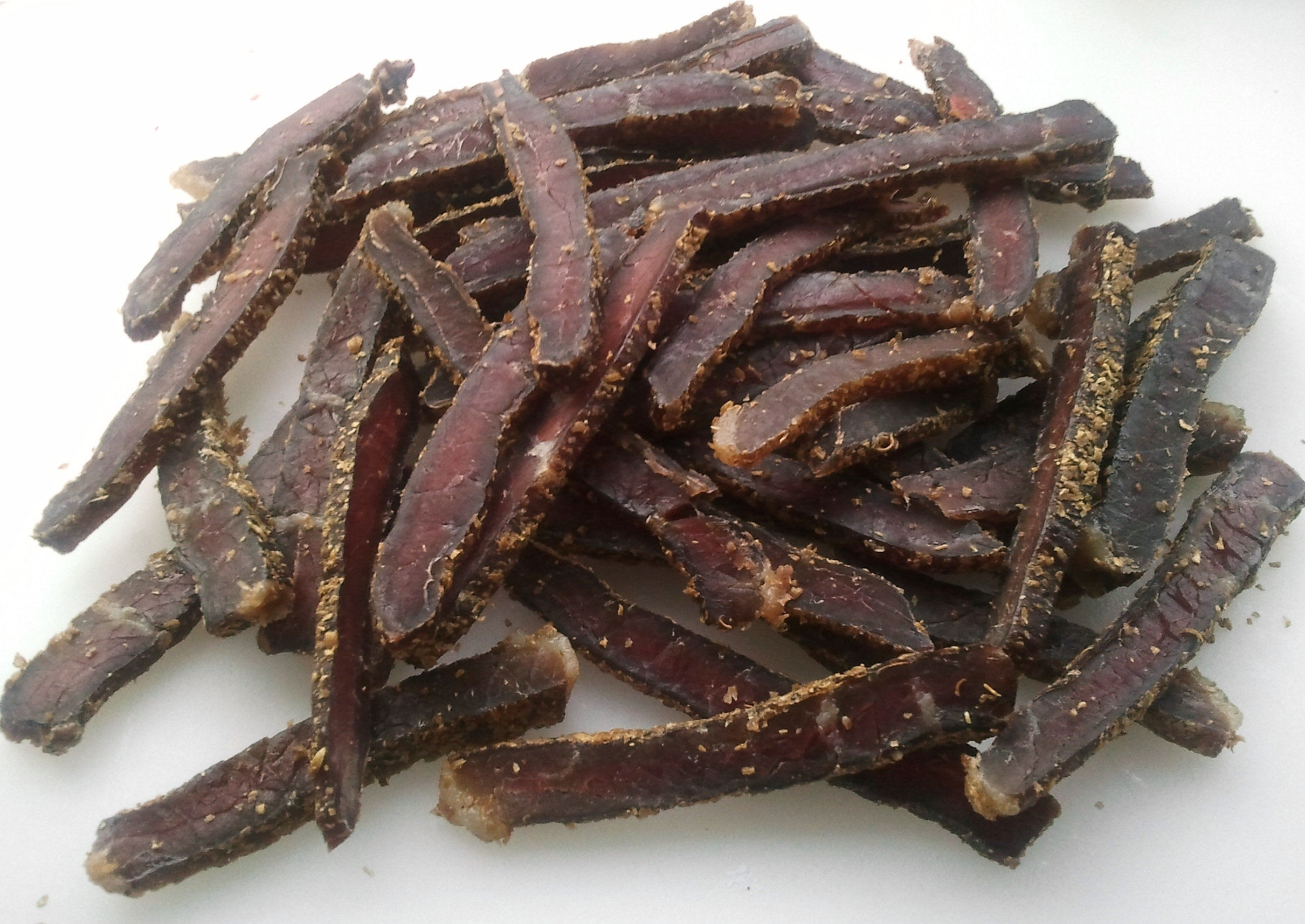
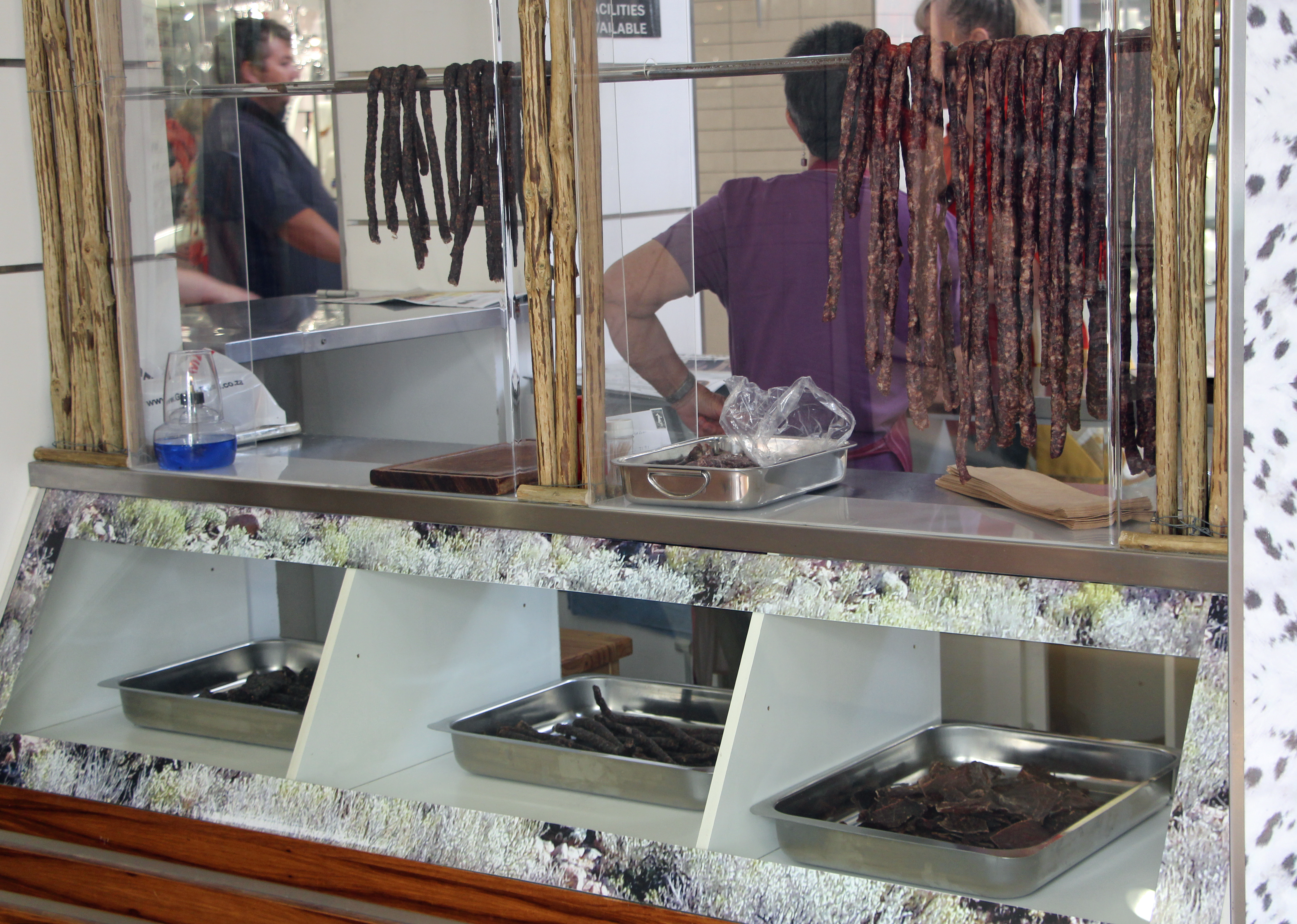
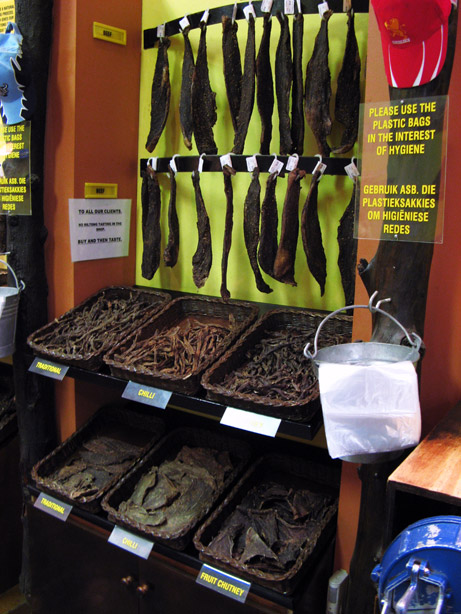
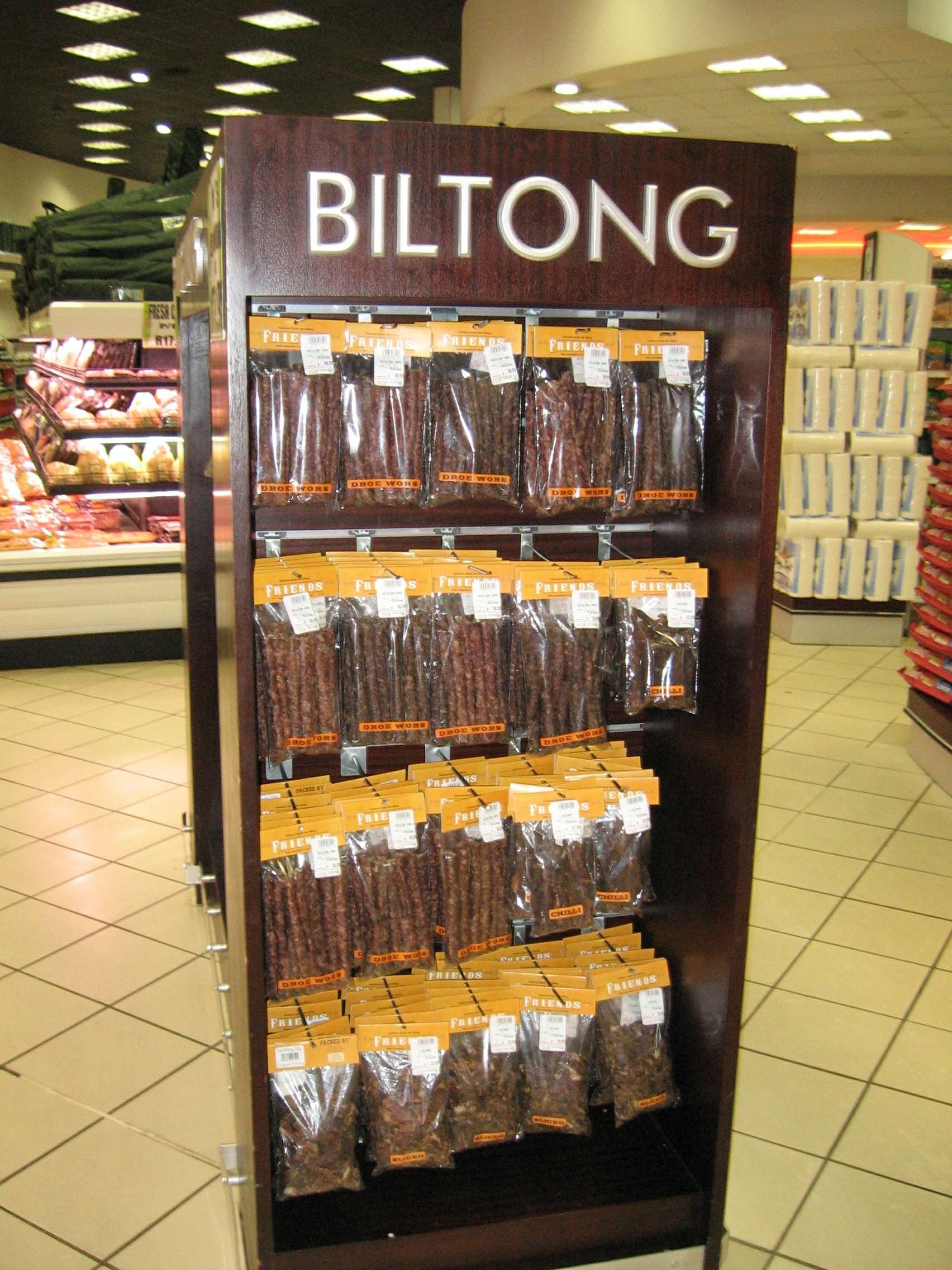